# Prandocin-Wysiołek
Prandocin-Wysiołek est une localité polonaise de la gmina de Słomniki, située dans le powiat de Cracovie en voïvodie de Petite-Pologne.